# Administrateur réseau
 (décembre 2015).
Si vous disposez d'ouvrages ou d'articles de référence ou si vous connaissez des sites web de qualité traitant du thème abordé ici, merci de compléter l'article en donnant les références utiles à sa vérifiabilité et en les liant à la section « Notes et références ».
Un administrateur réseau est une personne chargée de la gestion du réseau, c'est-à-dire de gérer les comptes et les machines d'un réseau informatique d'une organisation (entreprise par exemple). Cela peut concerner notamment des concentrateurs, commutateurs, routeurs, modems, pare-feu, proxy, connectivité Internet, les réseaux privés virtuels (VPN).
Il est souvent assisté d'un ingénieur architecte informatique qui conçoit une architecture réseau (voir aussi DMZ, DNS, LAN, NAT, SAN, WAN).
L'administration de réseau est une discipline de l'informatique qui peut éventuellement s'étendre à la téléphonie.
L'administrateur réseau est parfois également administrateur système, il gère alors également les postes de travail (PC, Macintosh), imprimantes et serveurs de l'entreprise.

## Tâches
Il peut assurer tout ou une partie de ces missions :
- gestion du câblage réseau (connexion physique entre plusieurs machines) ;
- gestion du routage (connexion logique entre l'intérieur et l'extérieur du réseau ou entre plusieurs sous-réseaux) ;
- gestion de la sécurité (protection antivirale, pare-feu, prévention des intrusions, etc.) ;
- gestion des droits d'accès des utilisateurs (accès au réseau, etc.).

L'administrateur réseau veille à ce que tous les utilisateurs aient un accès rapide au système d'information de l'entreprise. Il n'intervient pas, excepté pour les petites structures, dans la conception de l'architecture du réseau, tâche dévolue à un ingénieur spécialisé (architecte réseau). Un administrateur réseau est une personne qui crée le réseau informatique pour l’entreprise. Au jour le jour, il gère l'utilisation du réseau. C'est lui qui donne l'autorisation aux nouveaux utilisateurs à se connecter. L’une de ses missions les plus importantes est de veiller à la sécurité et à la sauvegarde des données sur le réseau.
Pour exercer ce métier, il faut avoir un sens de la logique, être minutieux et trouver une solution à des problèmes rapidement et le plus souvent à distance. Un administrateur n’a généralement pas d’horaire fixe. Il travaille le plus souvent dans son bureau, c’est de là qu'il gère les problèmes qui surviennent dans l’entreprise. Il doit réagir de toute urgence pour identifier la cause de l'incident, puis effectuer les réparations nécessaires dans les plus brefs délais. L'administrateur réseau doit assurer une constante veille technologique, et tester des nouveaux matériels pour les insérer, si besoin, dans son système. L’administrateur réseau travaille avec un ou plusieurs techniciens en informatique.
Ce métier est constitué en majorité d’hommes. Les demandes sont en forte hausse, notamment avec le complément compétence en sécurité informatique.

## Formation et compétences

### Formation française
En France, l'administration de réseaux est enseignée en BAC Pro SN, BTS SIO, BTS MASEN,BTS SN option IR (anciennement IRIS) Diplôme universitaire de technologie - Réseaux et télécommunications, Licence, Certification Professionnelle Administrateur Réseaux Niveau III au CESI, licence pro ASRALL et licence pro Reseaux & telecoms option CGIR, licence pro Réseaux et Télécoms spécialité ASUR (administration et sécurité)-spécialité RSFS (réseaux sans fil et sécurité)-spécialité ARM (Administration des Réseaux Multimedias), Licence Pro Systèmes Informatiques et Logiciels option Administration Systèmes et Réseaux, Ingénierie informatique en fonction des spécialités. La VAE (Validation des acquis de l'expérience) et la formation professionnelle pour adulte permettent aussi d'atteindre le titre (AFPA) ou avec la formation par alternance (contrat de professionnalisation).

### Formation africaine
En Algérie le département informatique de la faculté des sciences exactes de l'université Mira à Béjaïa propose un Master professionnel Administration et Sécurité des Réseaux (ASR).  
Au Maroc le département informatique de la FSSM à Marrakech propose une licence professionnelle Réseaux, Sécurité et Systèmes Informatiques R2SI (BAC+3), une des rares appellations de licence professionnelle proposée au Maroc.
Au Sénégal aussi, le département informatique du Groupe Sup de Co (école supérieure de commerce) de Dakar propose une licence en Réseaux, Sécurité et Systèmes. École Supérieure Africaine des Technologies de l'Information et de la Communication (ESATIC), une école publique spécialisée dans les TIC qui forme les étudiants dans ce domaine, cette école est située en Côte d'Ivoire, aussi l'école polytechnique de Niamey au Niger et en République Démocratique du Congo (Ex Zaïre de Mobutu) l'Institut Supérieur d'Informatique, Programmation et Analyse (ISIPA) propose une licence en Télécommunication et Administration Réseaux. Il s'ajoute, l'Institut Supérieur d'Informatique et de Gestion de Goma (ISIG GOMA) en sigle qui propose également une Licence en Réseaux et Télécommunications aux étudiants de toute la région des Grands-Lacs depuis une année déjà. Nous ne pouvons pas oublier Byankuba International University Bukavu, dans la province de Sud kivu qui propose une licence en réseau informatique et télécommunication
.
Au Burundi, l'Université Espoir d'Afrique propose un diplôme d'ingénieur en Genie et Gestion de Télécommunications / Sécurité des Systèmes et des Réseaux.
Les compétences et qualités requises sont :
- connaissances matérielles (hardware) ;
- couches du modèle OSI définissant les couches d'un réseau ;
- protocoles de communication ;
- capacités d'écoute et d'organisation.